# Binz (Fahrzeuge)
Die Binz Ambulance- und Umwelttechnik GmbH ist ein Karosseriebauunternehmen und Hersteller von Sonderfahrzeugen. 

## Geschichte

### Vorkriegsgeschichte

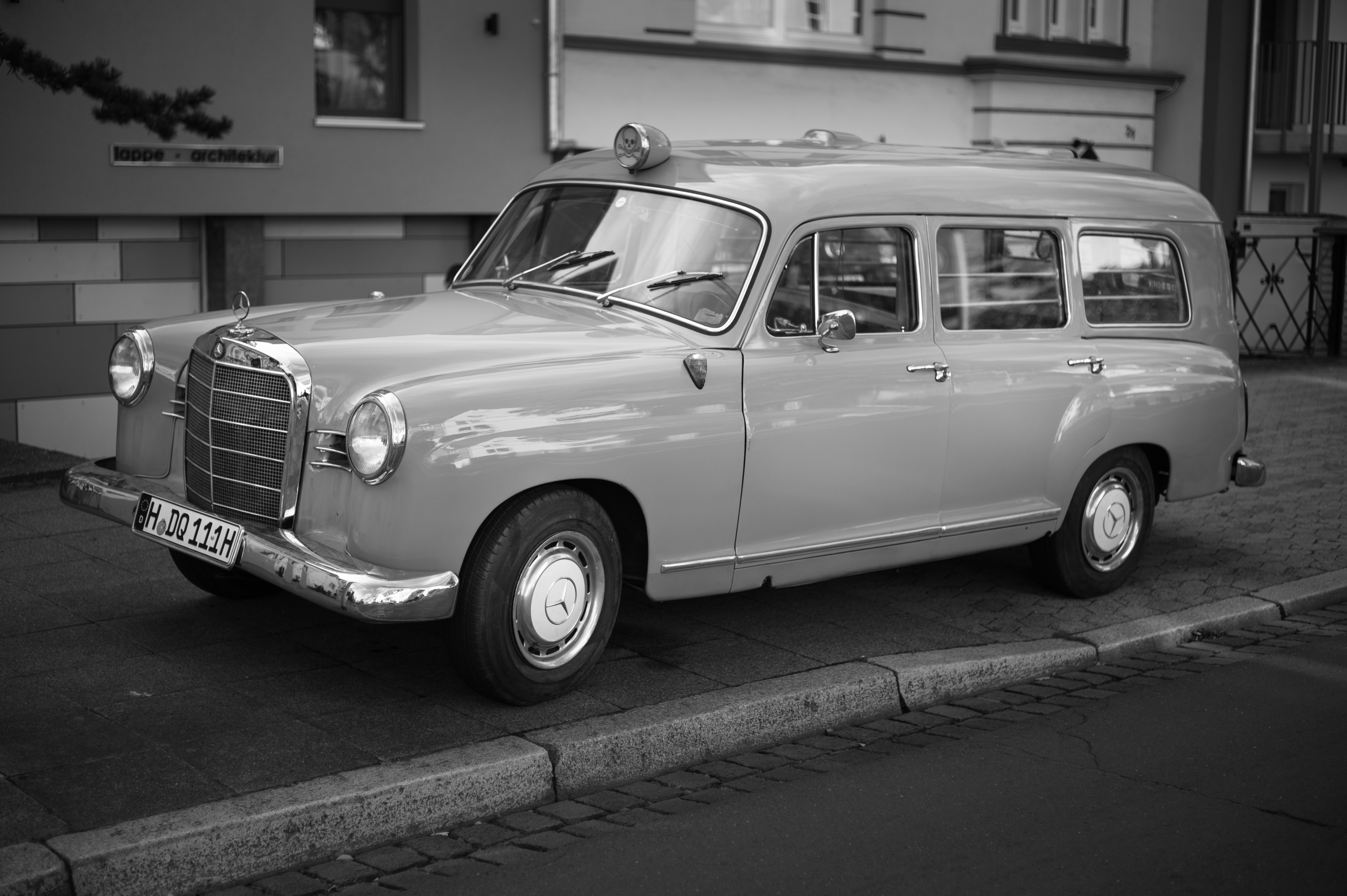
Ehemaliger Krankenwagen mit Binz-Aufbau basierend auf dem Mercedes-Benz W 120

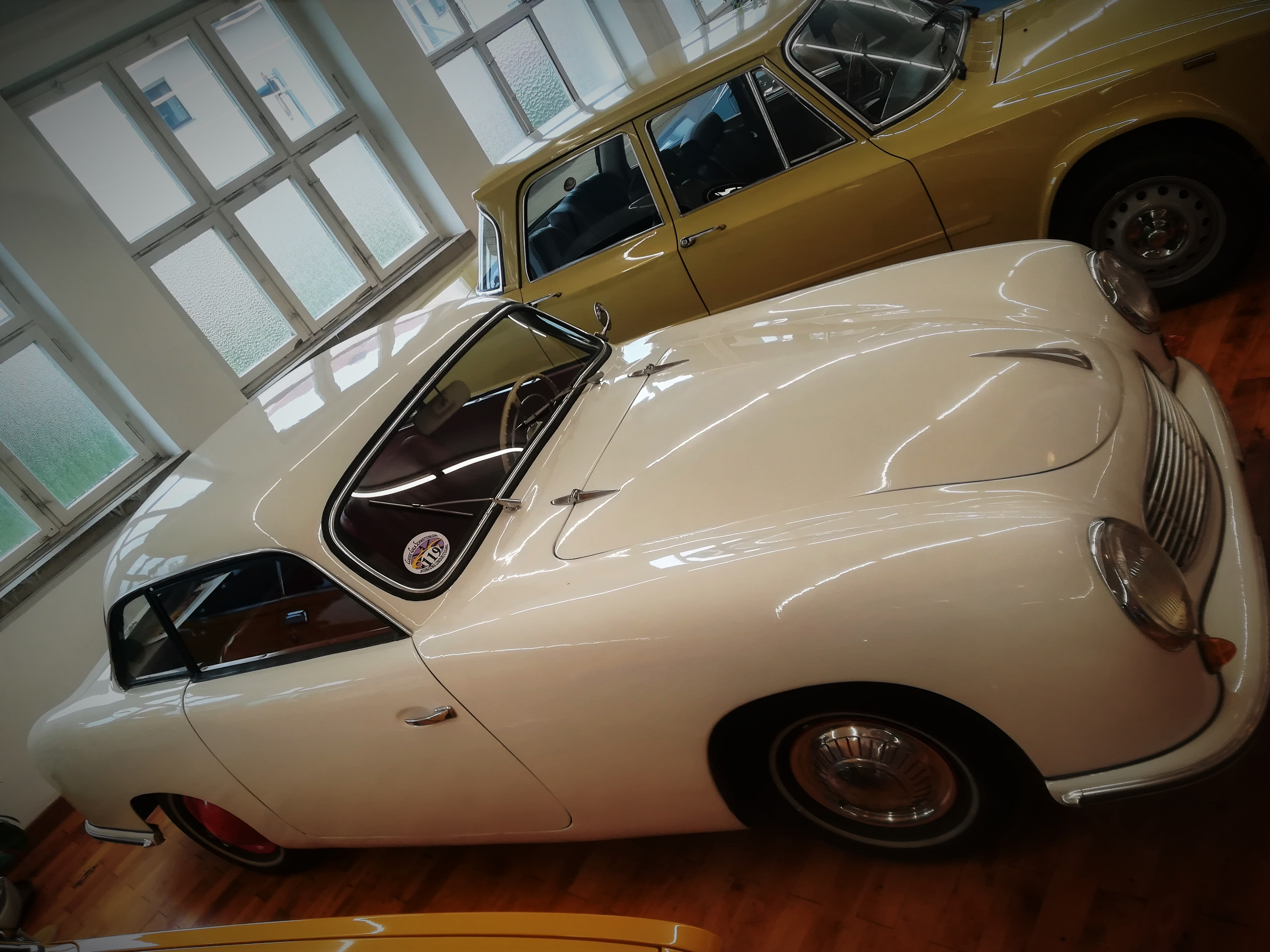
Das von der Lorcher Karosseriefabrik produzierte Sportcabriolet Brütsch 1200

Binz wurde 1936 als Lorcher Karosseriefabrik Binz & Co von Michael Binz in Lorch gegründet. Man baute hauptsächlich Taxis, Lastkraftwagen und Cabriolets auf Basis serienmäßiger Fahrzeuge. Auch erste Krankenwagen wurden bereits hergestellt. Im Zweiten Weltkrieg wurden Lkw-Fahrerhäuser und Mannschaftstransportwagen produziert.

### Nachkriegszeit
Nach Kriegsende bis 1955 stellte das Unternehmen Lkw-Fahrerhäuser in der heute in Europa vorherrschenden, damals jedoch wenig verbreiteten Ausführung als Frontlenker her. Diese Lkw wurden hauptsächlich für Daimler-Benz, Krupp, Steyr und Gutbrod gefertigt.
In dieser Zeit wurden auch erste Taxis mit geänderter Karosserie, verlängerte Limousinen, Roadster, Kombis auf Basis des Mercedes-Benz W186 (Adenauer) und Pick-up-Versionen des Mercedes-Benz W120 hergestellt. Später kam noch ein Krankenwagen auf Basis des BMW 501 hinzu. Ab 1954 baute Binz Motorroller mit 50 cm³ Hubraum, ab 1956 mit 150 cm³. 1958 stellte Binz ihre Produktion jedoch wieder ein.
Ab 1953 produzierte die Lorcher Karosseriefabrik das Sportcabriolet Brütsch 1200. Das zum Preis von 10.500 DM (entspricht heute etwa 33.000 EUR) angebotene Fahrzeug basierte auf dem Ford Taunus 12M, von dem Vorderachse, Getriebe, Lenksäule, Lenkradschaltung sowie der Motor (mit einem zusätzlichen zweiten Vergaser) übernommen wurden.
In den 1960er-Jahren wurde auf Basis des Mercedes-Benz W110 erstmals ein Krankenwagen mit einem um 65 cm verlängerten Radstand angeboten. In den Folgejahren wurde das Fahrzeugprogramm immer wieder erweitert. Es kamen Bestattungsfahrzeuge, Sanitätsfahrzeuge für den militärischen Bereich sowie einige patentierte Ausstattungen für Rettungsfahrzeuge hinzu.

### Wendezeit
Nach der Wende  wurde 1991 in Ilmenau die Binz Ambulance- und Umwelttechnik als weiterer Standort gegründet.
Damit einher ging die Verlagerung der Produktion zeitaufwändiger und lohnintensiver Produkte, wie Notarzteinsatzfahrzeuge und Krankentransportwagen auf Basis des VW T4. 1996 wurde der Rettungswagen mit Kofferaufbau auf Basis des Mercedes-Benz Sprinter vorgestellt und die gesamte Fertigung von Ambulanzfahrzeugen nach Ilmenau verlagert. In diesem Jahr hat die Binz Ambulance- und Umwelttechnik GmbH in Ilmenau auch mit der Fertigung im Bereich mobile Hospitäler, Feuerwehrfahrzeuge sowie Sonderfahrzeuge für Behörden für den Sicherheits- und Katastrophenschutz begonnen.
In Lorch fertigte die Binz GmbH & Co. KG weiterhin Bestattungsfahrzeuge und PKW-Verlängerungen.
Im Jahr 2003 stellte die Binz Ambulance- und Umwelttechnik einen futuristisch gestalteten E-Klasse-KTW mit GFK-Aufbau, Typ Binz Ambulance 2003, vor. Dabei handelt es sich um die erste Ambulanz-Fahrzeugkarosserie aus deutscher Produktion mit komplettem Aufbau aus glasfaserverstärktem Kunststoff, die mit Integrated Frame Technology hergestellt wurde.

### Binz Ambulance- und Umwelttechnik GmbH
Im Mai 2012 ging Binz Ilmenau in die Insolvenz, nachdem ein Gewinnabführungsvertrag vorfristig gekündigt worden war. Der Insolvenzverwalter verkaufte das betriebsnotwendige Vermögen, das er zuvor in eine neu gegründete Binz Ambulance- und Umwelttechnik GmbH eingebracht hatte, an die thailändische RMA-Gruppe. Dieser Verkauf führte zu einer Trennung der Unternehmensaktivitäten in Ilmenau und Lorch. Während die Marke Binz in blauer und weißer Farbe in Ilmenau verwendet wurde, durfte in Lorch der Schriftzug Binz nur noch in Grau vermarktet werden.
Die RMA-Gruppe verkaufte die Binz Ambulance und Umwelttechnik GmbH, Ilmenau, im August 2015 an ein deutsches Family-Office, das neben Sonderfahrzeugbau auch Unternehmen im Spezialmaschinenbau betreibt. Von 2015 bis 2018 stieg der Jahresumsatz von Binz Ilmenau von rund 15 Millionen auf über 30 Millionen Euro und die Zahl der Mitarbeiter wuchs um rund 30 % auf 180.
Die Binz GmbH & Co. KG in Lorch meldete am 5. Juni 2018 wegen mangelnder Liquidität Insolvenz an. Im Januar 2019 wurde bekannt, dass das Unternehmen liquidiert wird.
Im Oktober 2019 wurde in Schwäbisch Gmünd die Woodall Nicholson Binz International GmbH als Tochter der britischen WN Vehicle Technologies neu gegründet. Es werden weiterhin Bestattungsfahrzeuge auf Basis Mercedes-Benz E-Klasse und nun auch auf Basis Tesla Model S angeboten.
Im Juni 2020, nach dem Beginn der COVID-19-Pandemie in Deutschland, stellte Binz ein technisches System vor, das mit UV-C-Leuchtdioden im Innenraum eines Krankenwagens mehr als 99 % der Keime, Bakterien und Viren töten soll.
Im März 2021 gab Binz bekannt, von MAN Truck & Bus das Werk in Plauen mit allen bisherigen Beschäftigten zu übernehmen, nachdem MAN den Standort schließen wollte. Der Betriebsübergang erfolgte im April 2021.

## Produkte

### Binz GmbH & Co. KG, Lorch

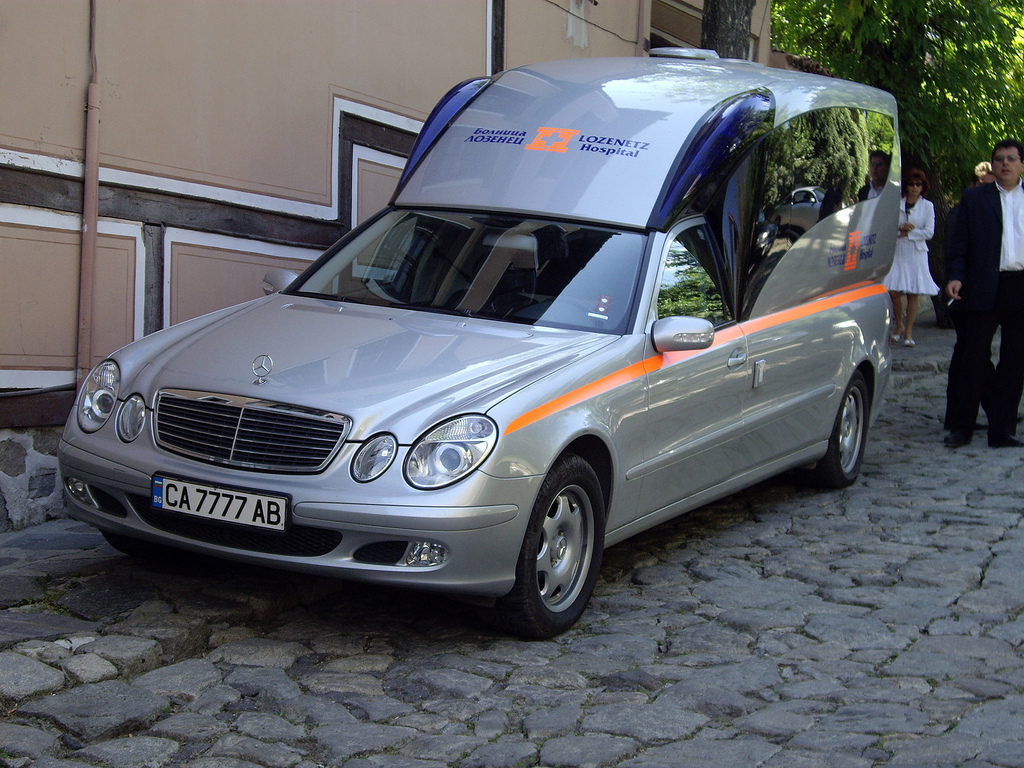
Binz KTW A 2003 auf Basis des Mercedes-Benz W211

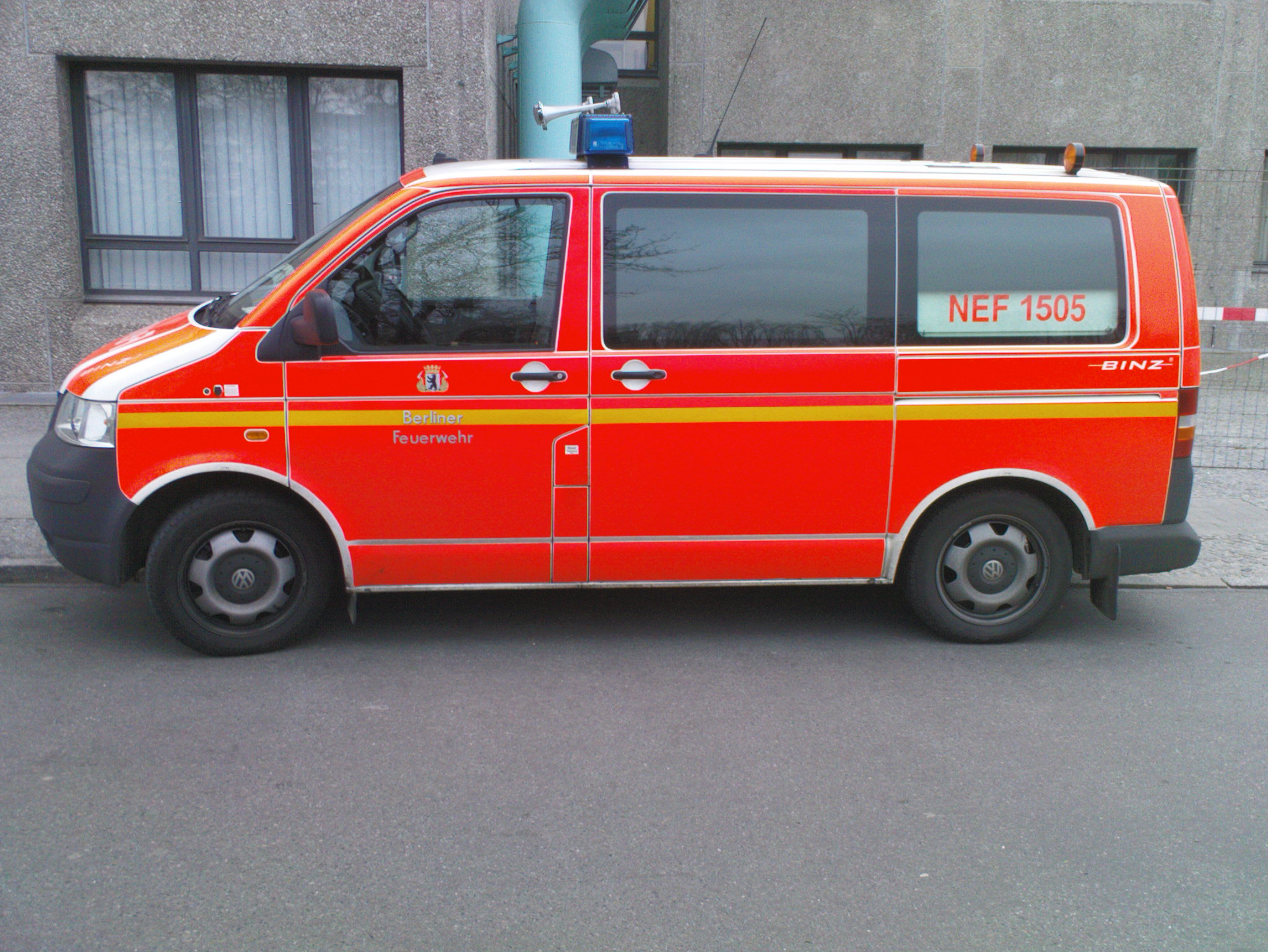
Binz-NEF auf Basis des VW T5

Binz bot 2018 hauptsächlich Fahrzeuge aus folgenden Bereichen an:
- Bestattungsfahrzeuge
- eine 5,98 Meter lange, vier- oder sechstürige Langlimousine auf Basis des Mercedes-Benz W212, mit einem 3,5-Liter-Motor, einer Leistung von 225 kW (306 PS), einem Gewicht von 2100 kg und einer Höchstgeschwindigkeit von 250 km/h
- eine verlängerte Kombi-Version auf Basis des Mercedes-Benz W212

### Binz Ambulance- und Umwelttechnik GmbH, Ilmenau
- Fahrzeuge für Rettungsdienst und Krankentransport
- Spezialfahrzeuge für Feuerwehr und Katastrophenschutz
- Spezialfahrzeuge für die Polizei und Behörden allgemein
- Mobile Medizintechnik und spezielle Sanitätsausrüstung

## Stiftung Binz
Im März 1987 wurde die Stiftung Binz von den damaligen Inhabern des Unternehmens, den Eheleuten Elisabeth Lehmann geb. Binz und C. J. Ludwig Lehmann gegründet. Das Ziel dieser Stiftung ist die Unterstützung des Rettungswesens und der Notfallmedizin in Deutschland. Das Stiftungsvermögen beläuft sich auf 250.000 Euro.